# Gorís
Gorís (armeni: Գորիս, /ɡɔˈɾis/) és una ciutat i el centre del municipi de Gorís, a la província de Syunik, al sud d'Armènia. Situada a la vall del riu Goris (o Vararak), es troba a 254 quilòmetres de la capital armènia, Yerevan, i a 67 quilòmetres de la capital provincial, Kapan. Goris és la segona ciutat més gran de Syunik en termes de població. Segons el cens del 2022, tenia una població de 17.113 habitants, que minvava des dels 20.591 del cens del 2011. Goris és la seu de la diòcesi de Syunik de l'Església Apostòlica Armènia.

## Etimologia
Al llarg de la seva història, Goris ha estat conegut com a Kores i Gorayk. No obstant això, hi ha diverses explicacions sobre l'origen del nom. Se suposa que el nom Goris deriva dels mots preindoeuropeus "gor" (roca) i "es" (ser), és a dir, Goris/Kores que significa un lloc rocós. A la zona de la ciutat s'hi ha trobat un assentament antic.
El nom Goris tenia moltes variants, com ara: Goristsa, Kores, Gores, Gorayk, Goru i Geryusy. Els pobladors locals l'anomenen Kyores.

## Geografia i clima

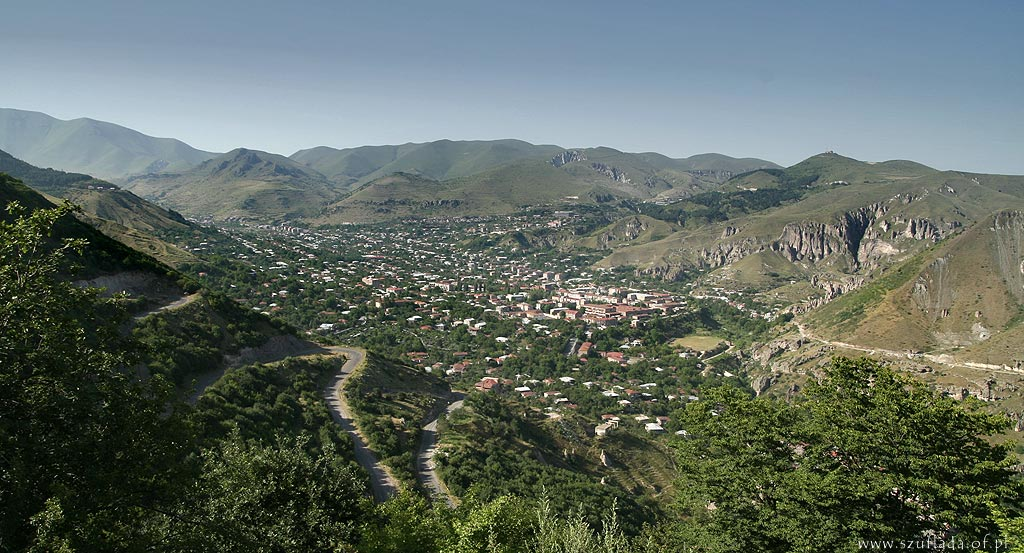
Goris envoltat per les muntanyes Zangezur

Goris està situat a la vall del riu Gorís, també conegut com a riu Vararak. La vall està envoltada per les muntanyes Zangezur. La ciutat té una altitud mitjana de 1.385 metres sobre el nivell del mar. Les muntanyes que l'envolten són famoses per les seves coves medievals excavades a la roca tova a les parts sud i est de la ciutat. El Santuari de Vida Silvestre de Goris està situat al sud-est de la ciutat, a una altitud que oscil·la entre els 1400 i els 2800 metres sobre el nivell del mar, i cobreix una superfície de 18,5 km². Entre els animals del parc natural en destaquenel gall fer caucàsic, el cabirol i l'ós bru.
Situat en una zona climàtica temperada i suau de les terres altes, el clima de Goris es caracteritza per hiverns freds i nevats i estius càlids i es classifica com a oceànic ( classificació climàtica de Köppen Cfb). La seva temperatura mitjana és de 0,2 °C al gener i +19,7 °C al juliol. Té una precipitació anual d'uns. Goris està coberta per neu una mitjana de 58,2 dies.

## Dades demogràfiques

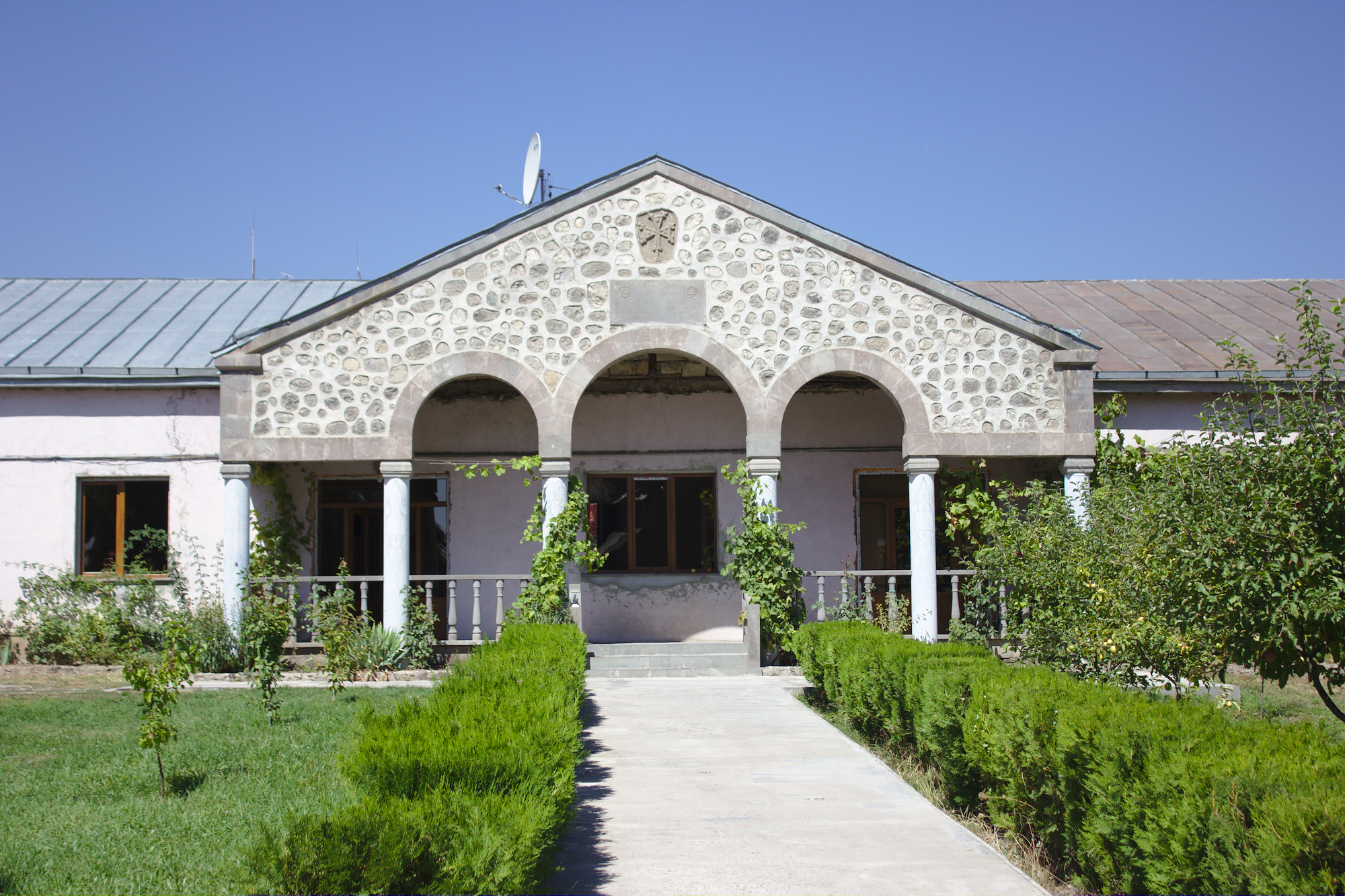
L'edifici de la prelatura de la diòcesi de Syunik, Goris

A l'actualitat, els residents de Goris són íntegrament armenis. La població ha anat disminuint gradualment des del col·lapse de la Unió Soviètica.
A finals del segle xix, el 74,6% de la població de Goris eren armenis ètnics segons el cens de 1897. La xifra va créixer després de la sovietització d'Armènia fins a arribar al 98,1% en el cens de 1926.
Segons la publicació del Calendari Caucàsic de 1917, el 1916 Goris tenia una població de 2.201 habitants, incloent-hi 1.724 armenis (78,3%), 202 musulmans xiïtes (9,2%) i 196 russos (8,9%).

### Religió
La catedral de Sant Gregori l'Il·luminador de Goris és la seu de la diòcesi de Syunik de l'Església Apostòlica Armènia. Es va contruïr entre 1897 i 1904. L'església va ser inaugurada oficialment el 1904. El febrer de 1921, la Catedral de Sant Gregori de Goris va ser el lloc on Garegin Nzhdeh va ser anunciat com a sparapet (comandant) de les forces armènies de la futura República de l'Armènia Muntanyosa en una cerimònia solemne. L'edifici de l'església va servir com a museu d'història regional durant l'època soviètica.

## Història

### Història antiga i edat mitjana

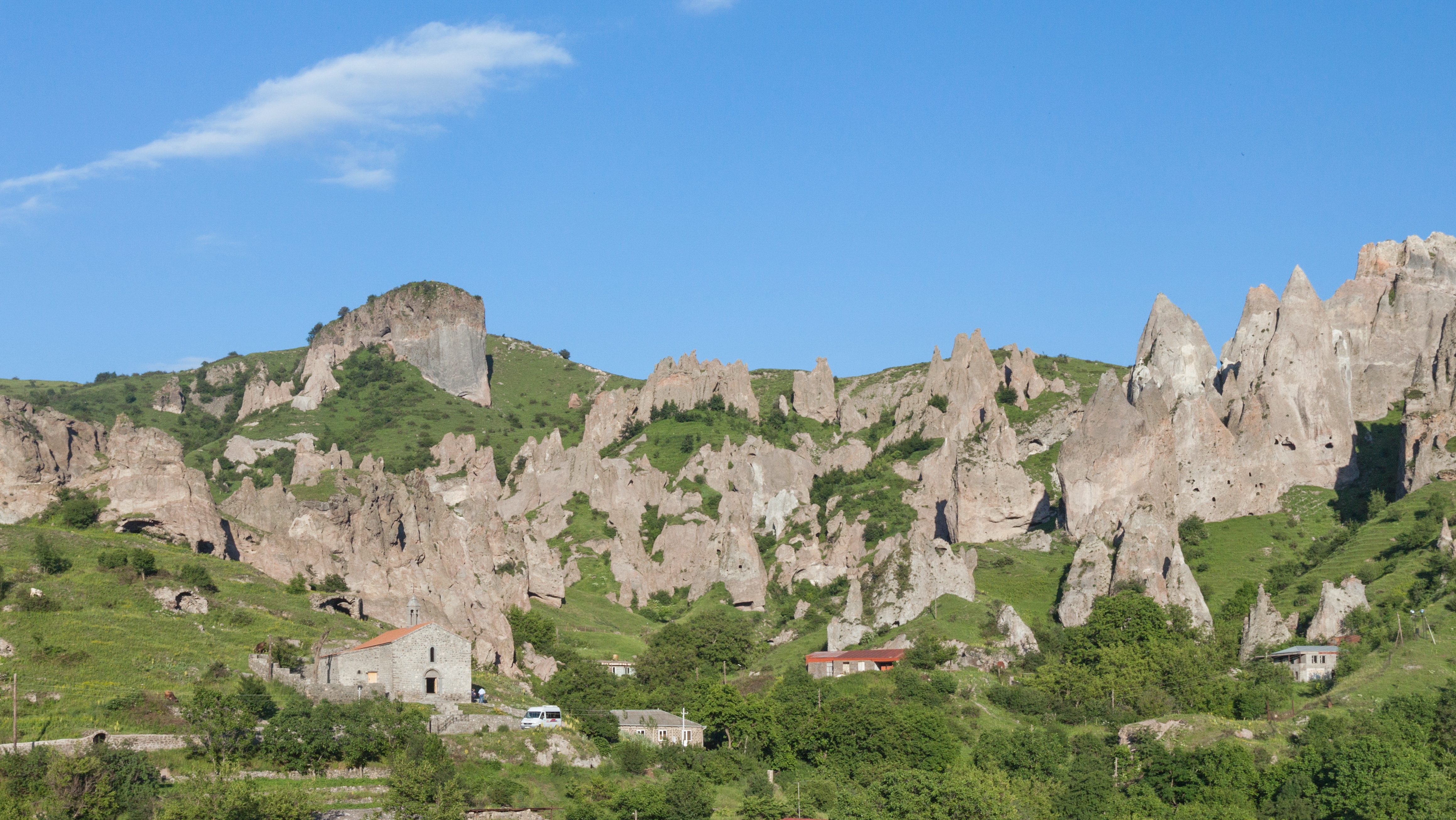
L'assentament de l'antiga Kores

La zona de Goris ha estat poblada des de l'edat de pedra. Goris probablement s'esmenta per primera vegada pel seu nom en el període urartià. El rei Rusa I d'Urartu, que va regnar entre el 735 i el 713 aC, va deixar una inscripció cuneïforme on s'esmenta Gúria o Goriaya com un dels 23 països conquerits per ell. Alguns acadèmics consideren que aquesta era.
Durant l'edat mitjana, l'assentament estava situat a la part oriental de l'actual Gorís, a la riba esquerra del riu Goris. Es deia Kores i coincidia amb un dels pobles de Goru i Gorayk esmentats per Stepanos Orbelian a la seva obra del segle xiii, Història de la província de Syunik.
Entre el segle xii i el segle xv, Syunik, juntament amb la resta dels territoris històrics d'Armènia, va patir molt les invasions seljúcides, mongoles, aq qoyunlu i kara koyunlu.

### Domini persa

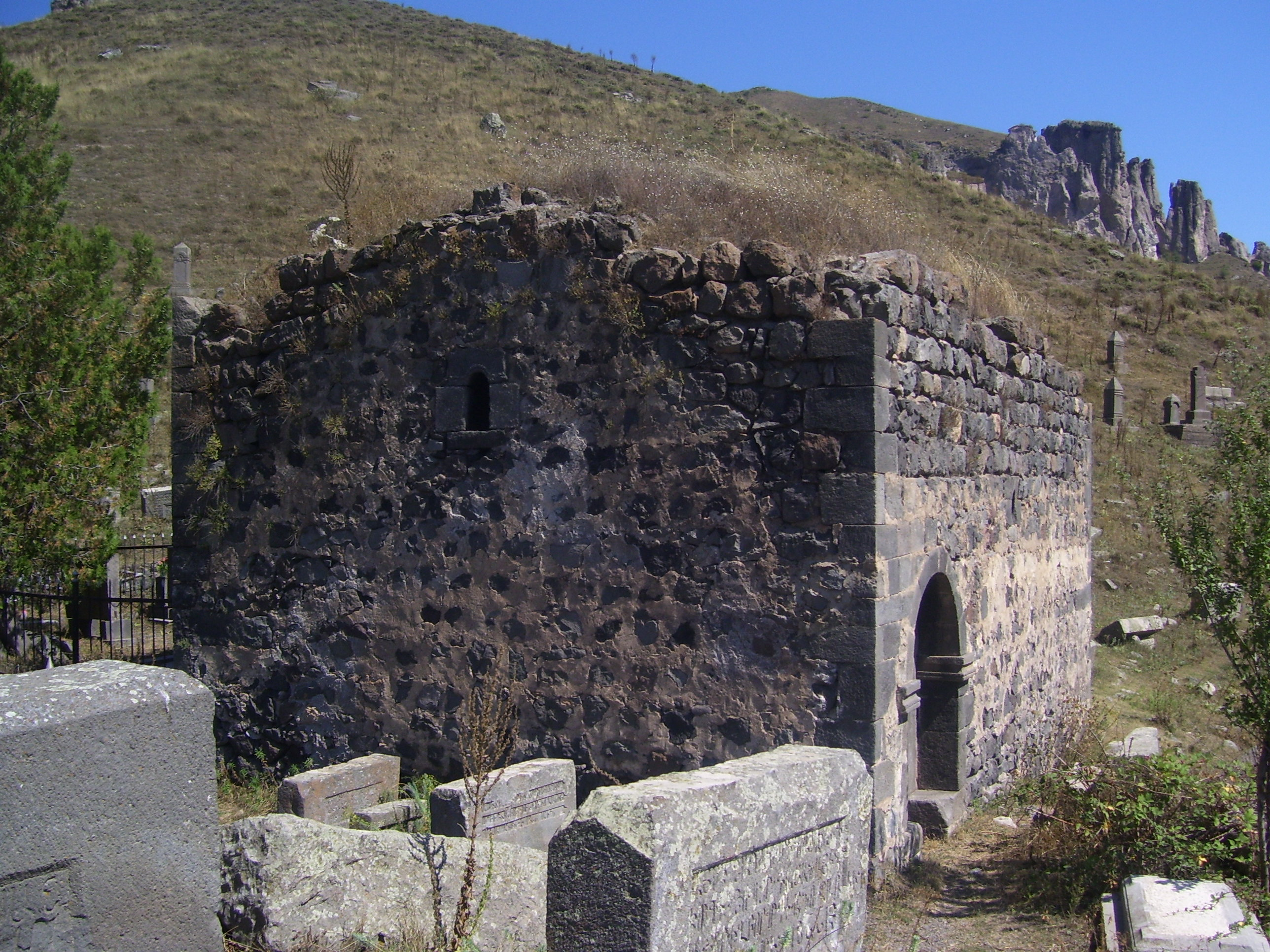
Església de Sant Melik a Goris

A inicis del segle xvi, Syunik va passar a formar part de la província d'Erivan que formava part de la Pèrsia safàvida. Un manuscrit escrit per Basegh Yerets el 1624 és la primera font escrita que utilitza el seu nom actual. Durant els segles XVII i XVIII, els prínceps Melik Husenyans van governar la regió de Goris.
A començaments del segle xviii, la regió va ser el centre de la campanya d'alliberament armènia liderada per David Bek contra la Pèrsia safàvida i els turcs otomans invasors. El 1750, la regió va esdevenir part del recentment format Khanat de Karabakh.
A principis del segle xix, la regió de l'antia Kores, juntament amb molts territoris d'Armènia, van passar a formar part de l'Imperi Rus com a resultat del Tractat de Gulistan signat el 24 d'octubre de 1813 entre Rússia i l'Iran Qajar que va posar fi a la Guerra Russo-Persa de 1804-1813.

### Domini rus

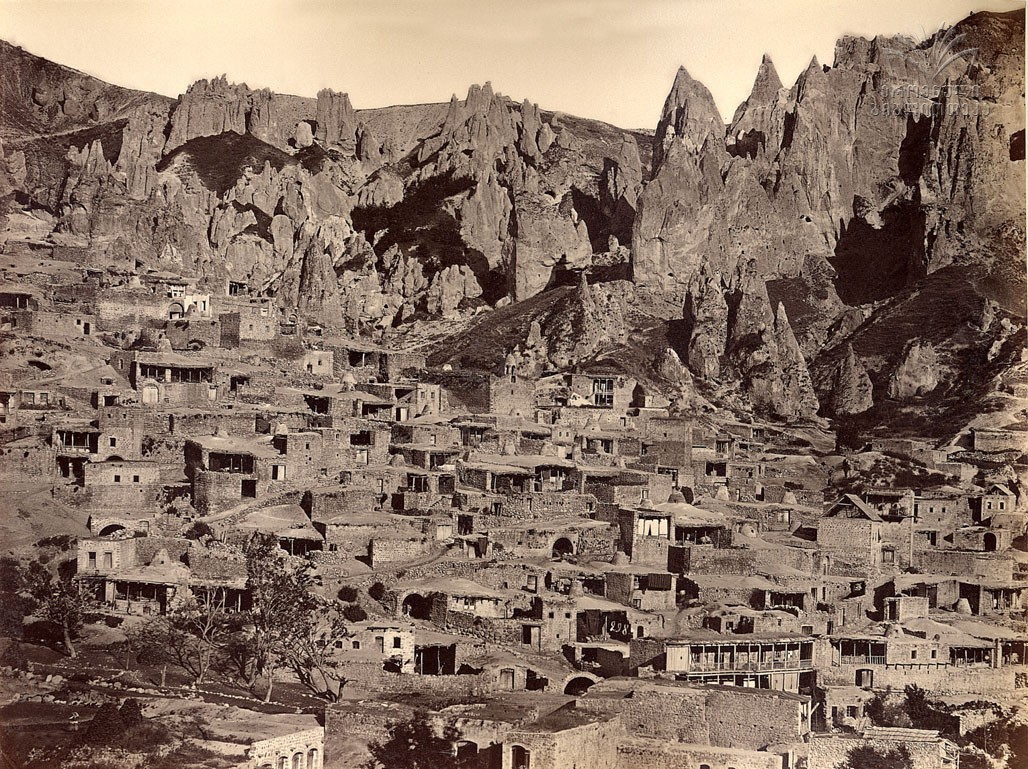
La ciutat de Goris Vell abans de 1898

Sota el domini rus,  Goris (llavors anomenada Gerusy) passa a esdevenir ciutat el 1870 per convertir-se en el centre de l'uezd de Zangezur dins de la governació d'Elizavetpol de l'Imperi Rus. El 1876, el governador de l'uezd, Staratsky, recomanat pel príncep Manuchar-Bek Melik Huseinyan i utilitzant un pla urbanístic dissenyat per un arquitecte alemany, va completar la construcció del nou Goris vora el nucli antic de Kores.
A finals del segle xix, la vida econòmica i cultural de la ciutat havia millorat molt gràcies a la fundació d'un nou mercat dominical cobert que atreia comerciants i artesans, escoles privades, fàbriques, una impremta i carreteres que conduïen a Sisian i Shusha.

### Breu independència (1918–1921)

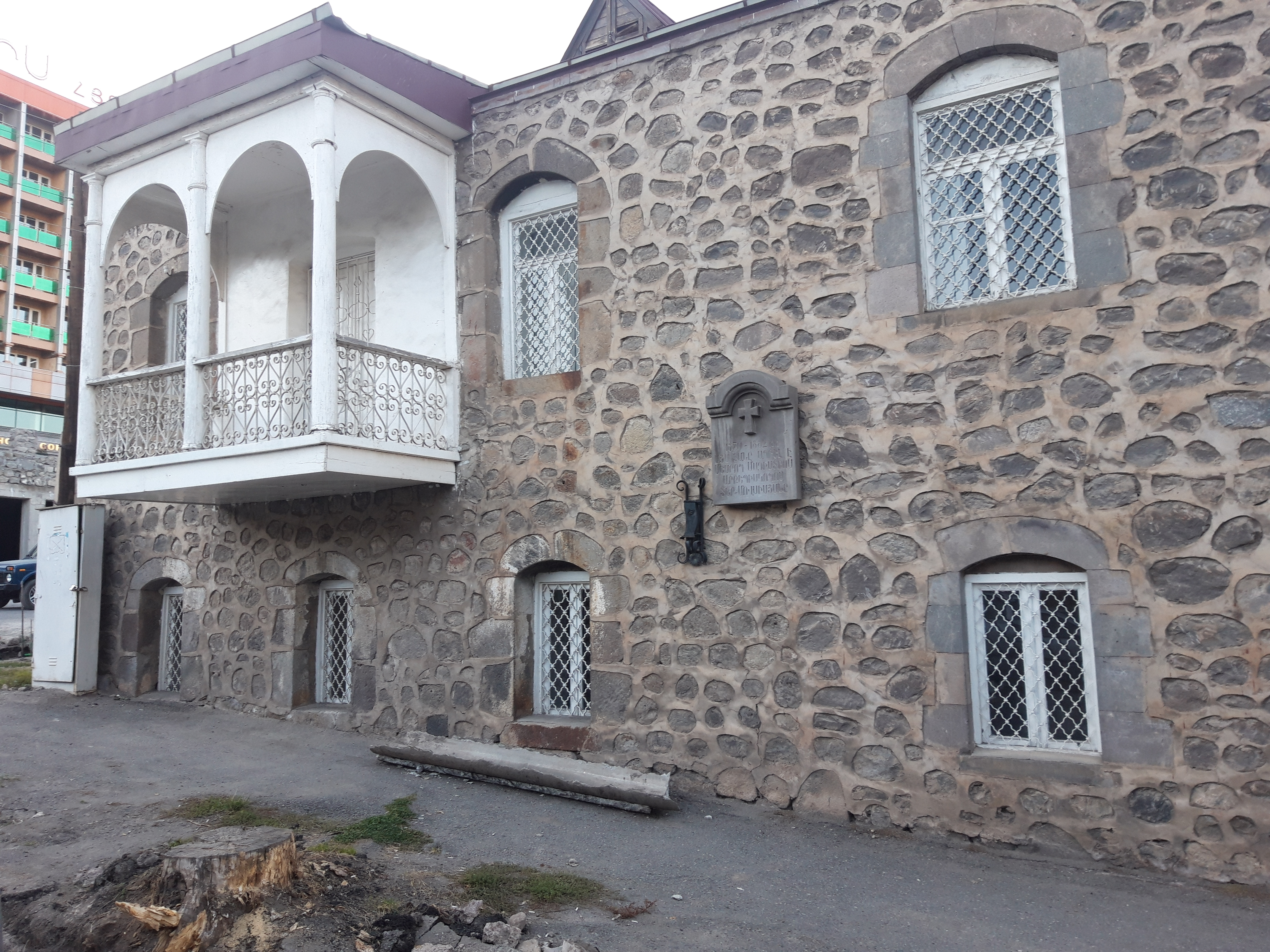
Un edifici del a Goris

Durant la República d'Armènia el 1918, Goris va ser inclosa dins del gavar ("districte") de Zangezur. Però, després de la caiguda de la Primera República d'Armènia el 1920, el 2n congrés pan-zangezuriano celebrat a Tatev el 26 d'abril de 1921 va declarar la independència de les regions autogovernades de Daralayaz (actual província de Vayots Dzor ), Zangezur i parts de l'Alt Karabakh sota el nom de República de l'Armènia Muntanyosa ( Lernahaystani Hanrapetutyun ), amb capital a Goris. Tot i això, l'autoproclamada república va durar molt poc. L'Exèrcit Roig va dur a terme operacions militars massives a la regió durant el juny i juliol de 1921 i va atacar Syunik des del nord i l'est. Com a resultat d'aquests atacs, la República de l'Armènia Muntanyosa va capitular el 13 de juliol de 1921, després que Rússia soviètica prometés  mantenir la regió muntanyosa de Zangezur com a part de l'Armènia soviètica i no passés a formar part de la República Socialista Soviètica de l'Azerbaidjan.

### Domini soviètic
Durant l'època del domini soviètic, Goris va servir com a centre regional de la regió de Zangezur de l'Armènia soviètica. Amb l'establiment del raion de Goris el 1930, la ciutat es va convertir en el centre regional del districte acabat de fundar.
Durant la dècada del 1950, l'economia de la ciutat es va impulsar amb la construcció de moltes centrals hidroelèctriques a la zona. Es van inaugurar diverses empreses industrials noves i es van fundar molts districtes residencials moderns.
El 1967 es va inaugurar l'Institut Estatal de Pedagogia de Gorís, una sucursal de la Universitat Pedagògica Estatal d'Armènia amb seu a Erevan. El 1970, Goris va obtenir l'estatus de "ciutat de subordinació republicana" de la RSS d'Armènia.

### Postindependència

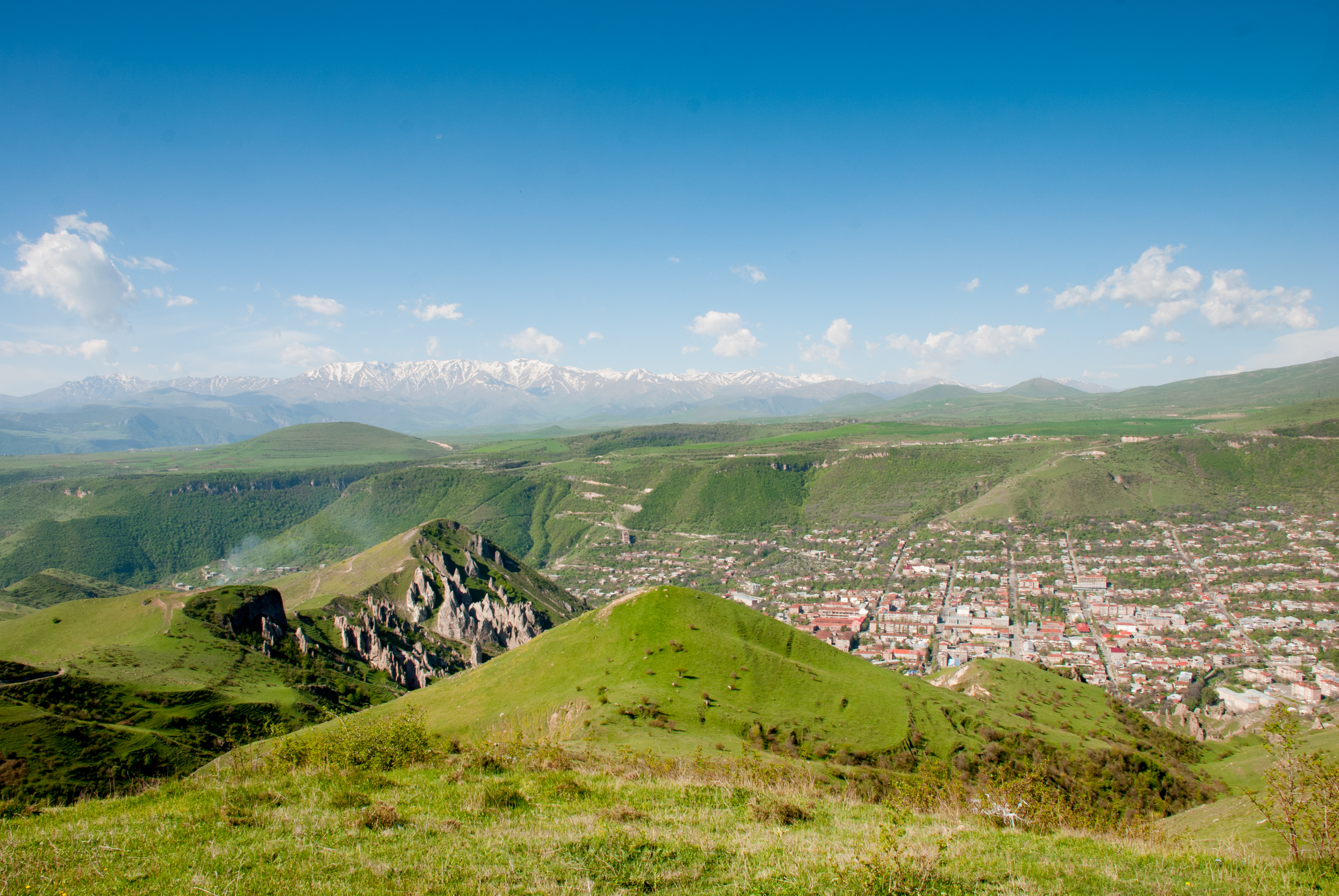
Goris el 2014

Després de la independència d'Armènia, Goris va ser inclosa dins de la recentment formada província de Syunik segons la reforma administrativa de 1995.
El 2006, l'Institut Estatal de Pedagogia de Goris es va reestructurar i es va convertir en la Universitat Estatal de Goris per convertir-se en el major institut educatiu de Syunik.
Degut a les fusions de comunitats el 2016, el municipi de Goris es va ampliar i va incloure 9 dels seus pobles propers.
El setembre de 2022, Goris juntament altres ciutats armènies, com ara Vardenis ( província de Guegharkunik ), Jermuk ( província de Vayots Dzor ) i Sotk (Guegharkunik), van ser atacades per les Forces Armades de l'Azerbaidjan. Moltes cases residencials van patir danys a causa del bombardeig; la gent va ser desplaçada de les seves llars.
Entre el 24 de setembre i el 2 d'octubre de 2023, més de 100.000 armenis de l'Alt Karabakh van fugir a Armènia, i Goris va esdevenir una destinació important de refugiats. El teatre local es va convertir en una base de la Creu Roja per tal de proporcionar ajuda als refugiats que arribaven.

## Govern
Goris és el centre del municipi de Gorís, que inclou els pobles d'Akner, Bardzravan, Hartashen, Karahunj, Khendzoresk, Nerkín Khendzoresk, Shurnukh, Verishen i Vorotan, així com els pobles abandonats d'Aghbulagh, Dzorak i Vanand. El municipi es va formar després de la reforma administrativa del 2016. L'actual alcalde del municipi és Albert Arushanyan.

## Cultura

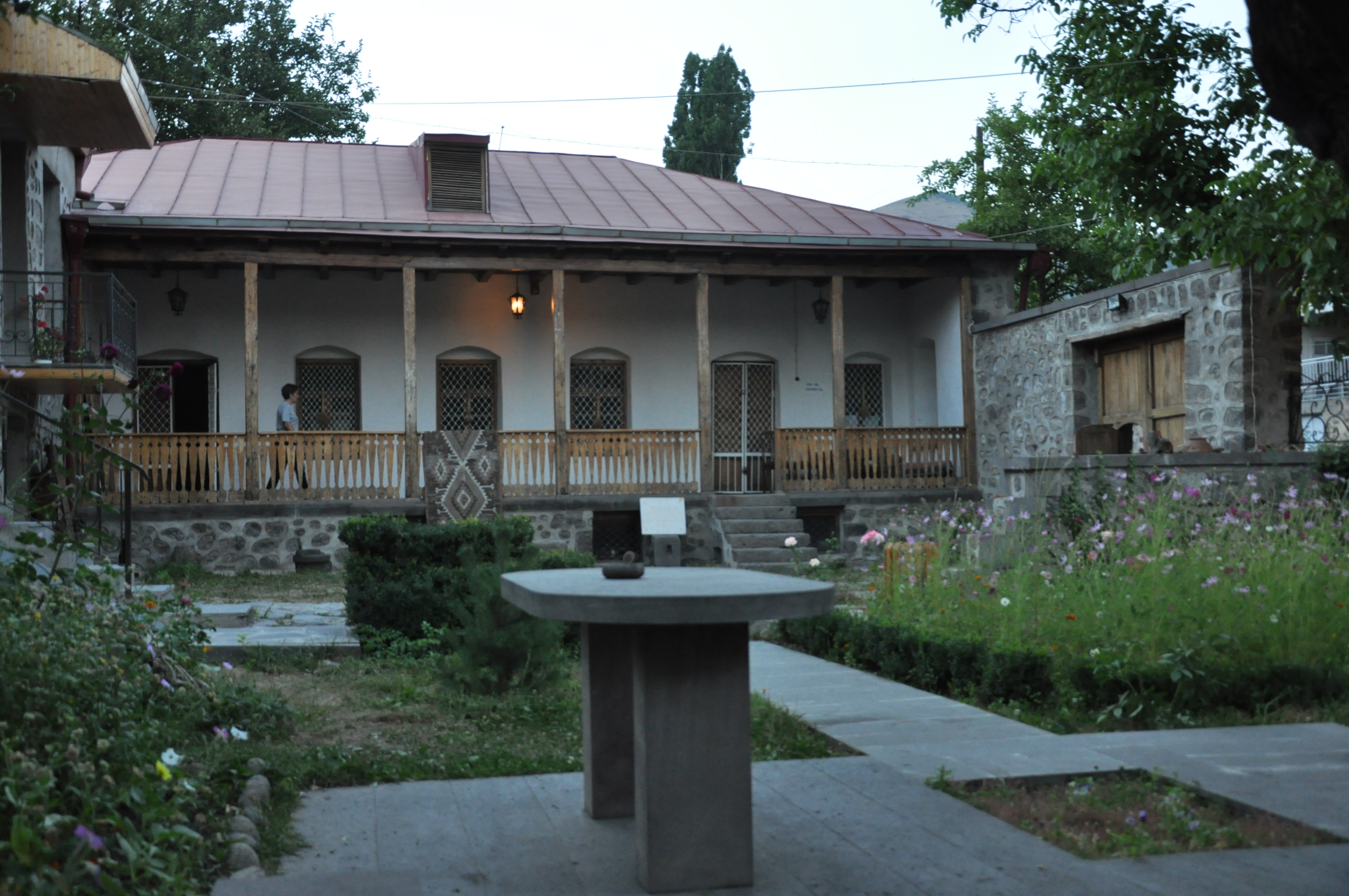
Casa-museu d'Axel Bakunts

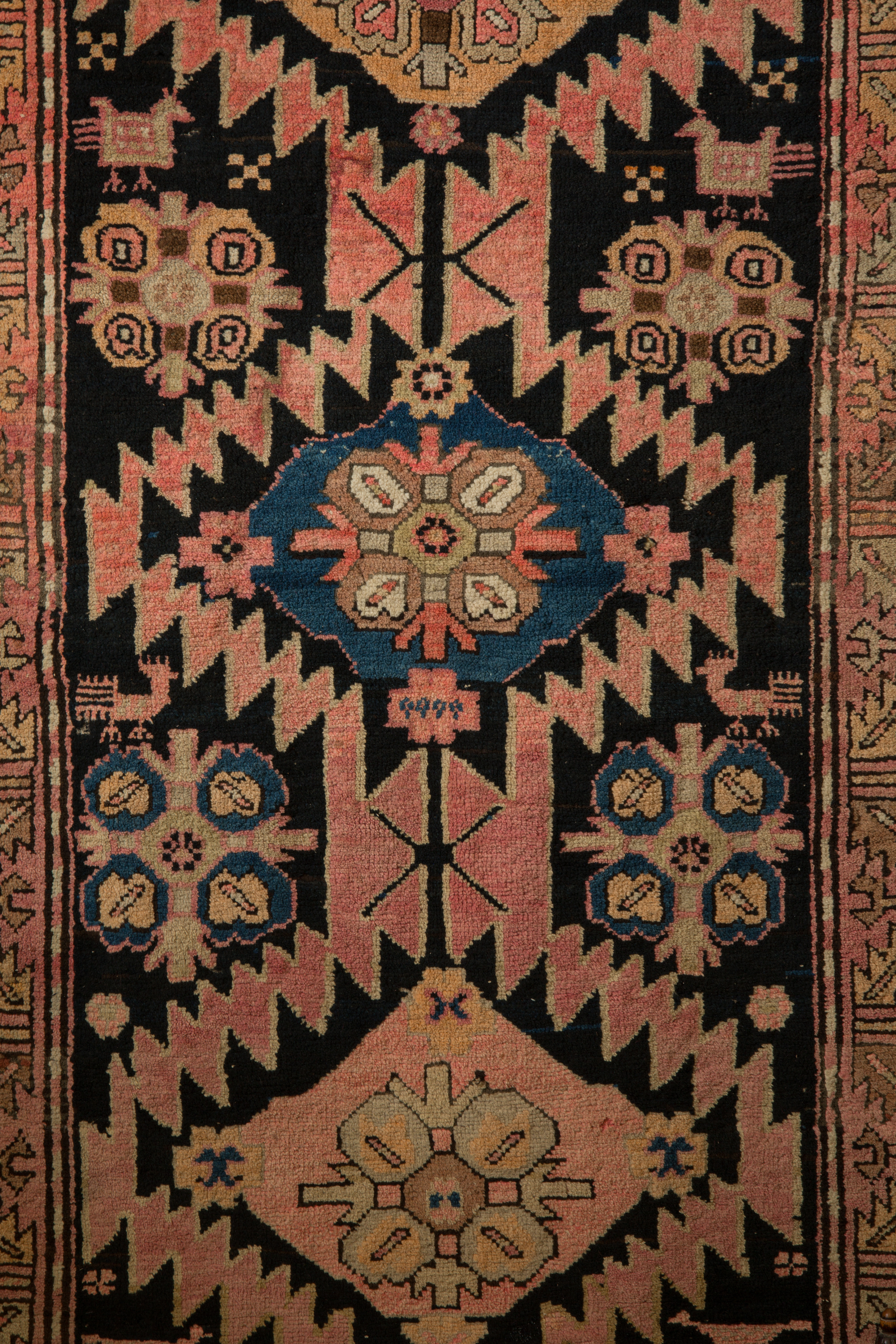
Catifa del de Goris

A l'est de la ciutat moderna hi ha les piràmides de pedra de l'antiga Kores. El nucli antic acull la basílica de Sant Hripsime del segle iv. La basílica va ser renovada durant el segle xvi. El 2010 es va sotmetre a una important renovació i es va reobrir al públic l'octubre del 2013.
Goris és un centre cultural destacat de Syunik. Té un palau cultural, una biblioteca pública i un teatre dramàtic.
El museu arqueològic de Gorís, inaugurat el 1948, està dedicat a la història de la regió de Syunik. La casa-museu de l'escriptor Axel Bakunts funciona a la ciutat des del 1970. La galeria d'art Goris funciona des del 2001. També hi ha el museu geològic de Goris i el Museu de les Tradicions Locals de Goris.
Goris és un centre d'instruments musicals tradicionals. Hi va néixer el músic Gusan Ashot.
La ciutat de Goris és coneguda per les seves catifes i ha tingut durant molt de temps una rica cultura de teixit de catifes. Goris i els seus pobles circumdants es consideren el centre del subgrup Zangezur de la catifa armenia.
Goris és la seu d'un festival anual de la morera que se celebra durant el mes d'agost.

## Transport

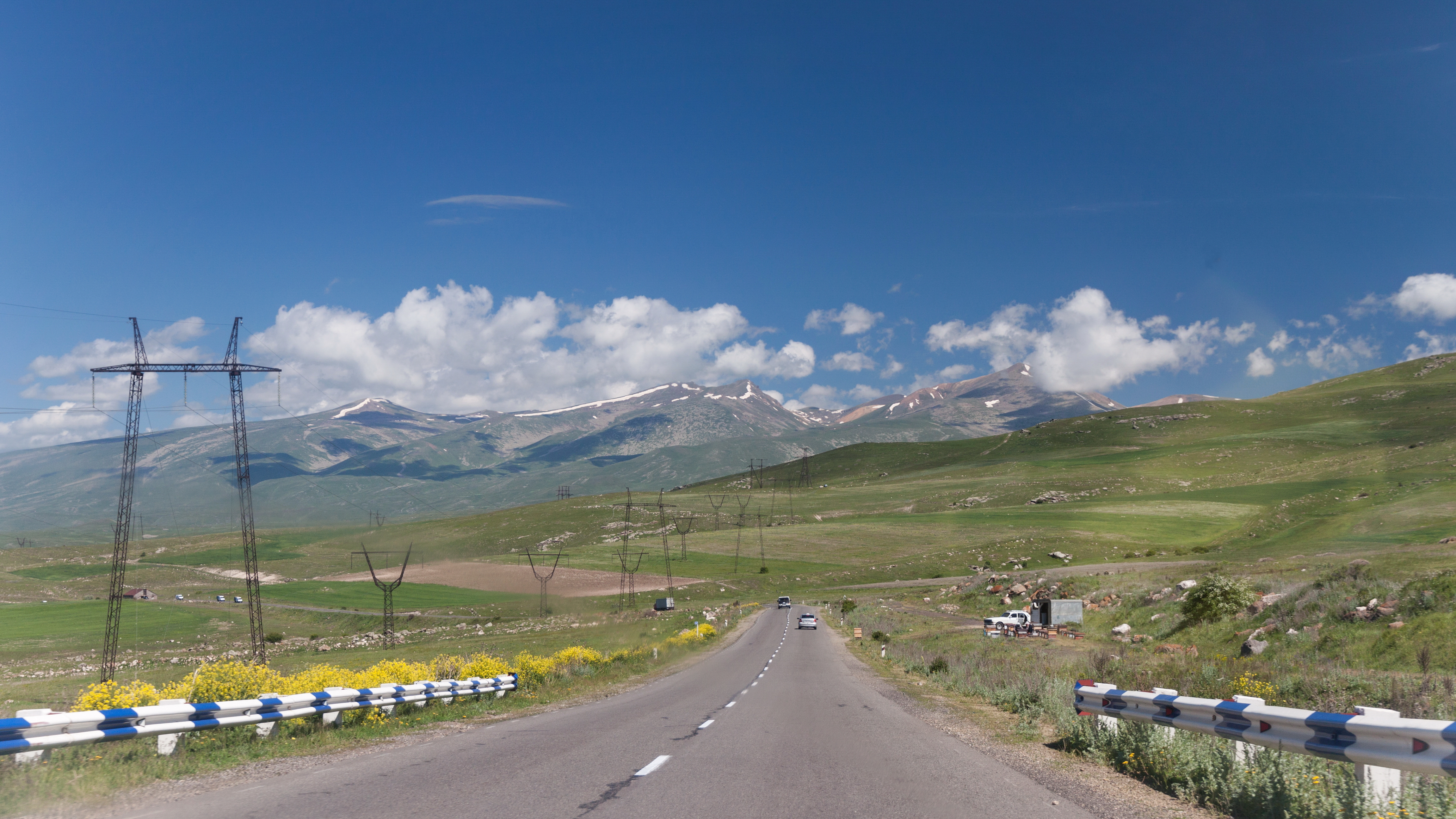
El paisatge vist des de l'autopista M-2 entre Goris i Shaki

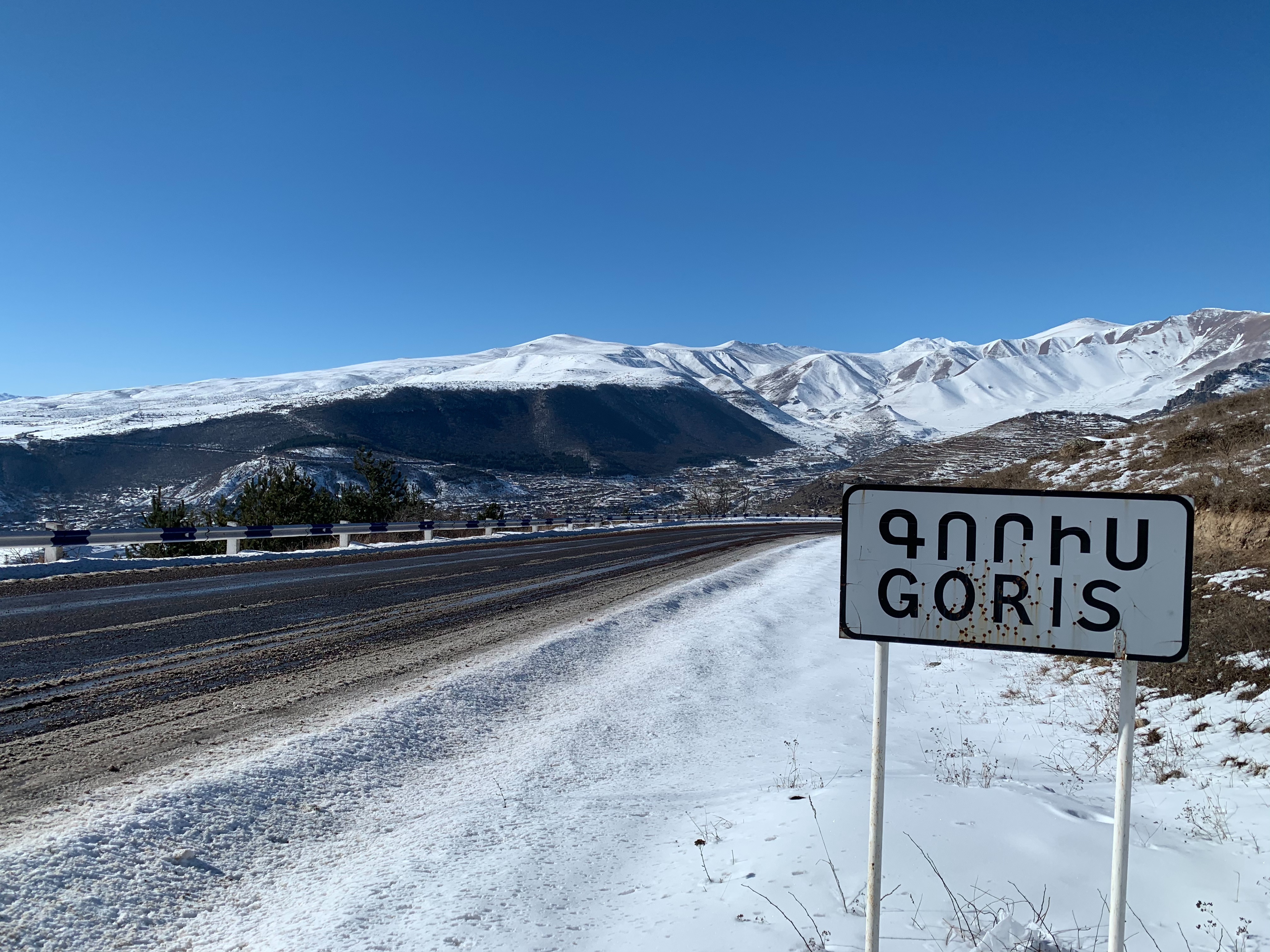
Entrada a la ciutat des de l'autopista M-12

L'autopista M-2 que connecta la capital, Erevan, amb el sud d'Armènia i l'Alt Karabakh passa per Goris. Des del novembre del 2021, la carretera Goris-Kapan, que connecta la ciutat amb Kapan i que en alguns punts creua la frontera de facto entre Armènia i l'Azerbaidjan, no s'ha utilitzat a causa de l'establiment de controls fronterers azerbaidjanesos a la carretera, i s'utilitza una ruta alternativa que passa per Tatev.
L'aeroport de Goris es troba a 10 quilòmetres al sud de Gorís, al poble de Khot. Està tancat des del 1993. El 2009, el govern armeni va declarar que estava considerant la possibilitat de reconstruir i reobrir l'aeroport. El 2010, es va informar que la reconstrucció de l'aeroport estaria completada el 2016. Tanmateix, això no va passar. El setembre de 2023 es va anunciar que s'estaven duent a terme les obres de reconstrucció de l'aeroport.

## Economia
L'economia de Goris es basa principalment en la indústria lleugera. Hi ha diverses plantes de processament d'aliments.
Goris acull la central hidroelèctrica de Vorotan (inaugurada el 1989), un dels principals proveïdors d'energia elèctrica a Armènia.

## Educació
Goris té 7 escoles de secundària, 2 instituts de batxillerat, 7 llars d'infants, 2 escoles esportives, 2 escoles de música i 1 escola d'art.
La Universitat Estatal de Goris opera a la ciutat des del 1967. A la ciutat també operen branques de la Universitat Estatal d'Enginyeria d'Armènia i de l'Institut Estatal de Teatre i Cinematografia d'Erevan.
Goris també és la seu dels Goris Kh. Col·legi Agrícola Estatal de Yeritsyan.

## Esports

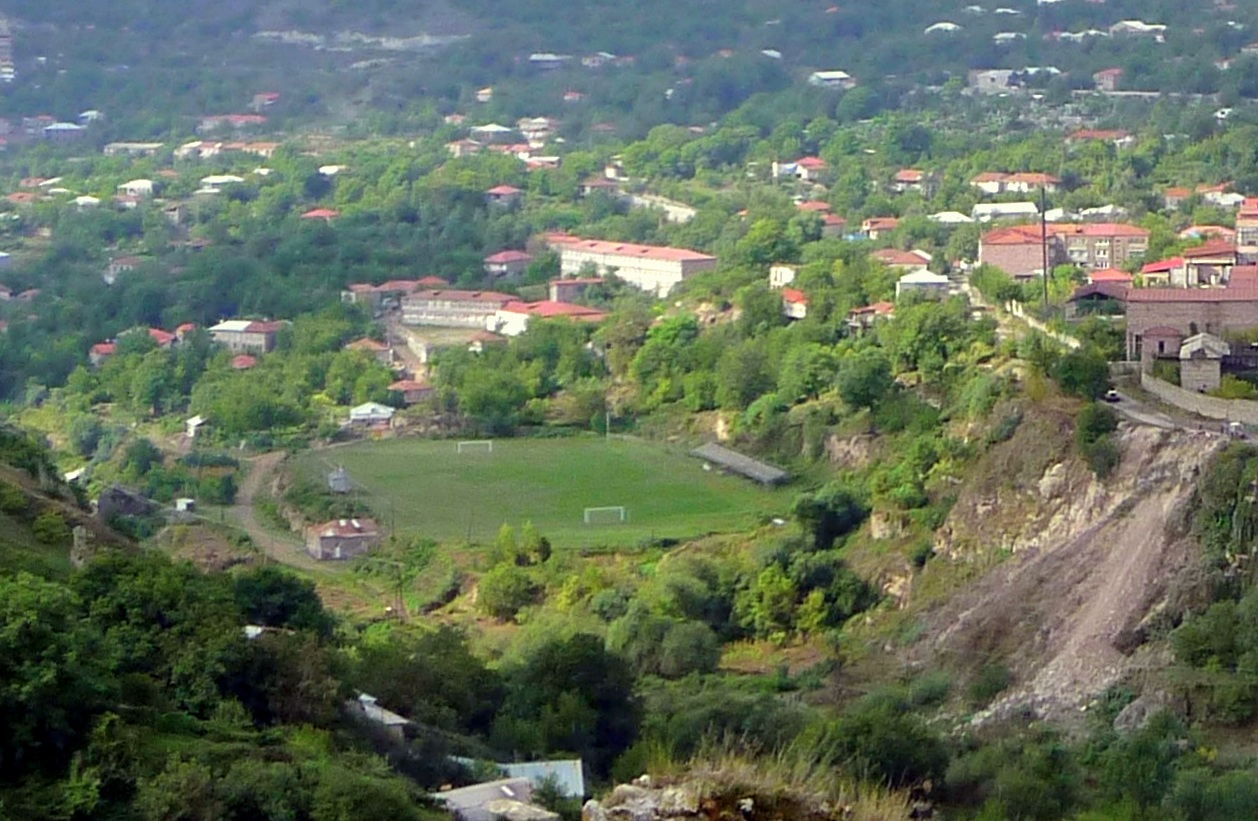
Estadi de la ciutat de Goris

## Relacions internacionals

### Pobles agermanats
- Nesvizh, Bielorússia
- Vienne, Isère, França

## Persones notables
- Axel Bakunts (1899-1937), novel·lista armeni
- Gusan Ashot (1907-1989), gusan armeni
- Sero Khanzadyan (1915-1998), novel·lista armeni
- Yuri Bakhshyan (1947-1999), polític armeni
- Guros (1905–1981), pintor armeni